# Мызникова, Лилия Владимировна
Лилия Владимировна Мызникова (13 февраля 1996) — российская футболистка, защитница клуба «Ростов».

## Биография
Воспитанница приморского футбола, также занималась мини-футболом, тренер — Александр Белоусов. В 2010 году стала чемпионкой Приморского края по мини-футболу среди взрослых в составе команды «Луч-Энергия-Джордж Дентл Групп-2». В сезоне 2011/12 в составе клуба «Луч-Энергия» участвовала в играх первого дивизиона России. В дальнейшем выступала в региональных и студенческих соревнованиях по футболу и мини-футболу, неоднократно признавалась лучшим игроком и лучшим бомбардиром. В 2015 году снова принимала участие в турнире первого дивизиона в составе «Луча-Энергии».
Позднее играла за «Арсенал» (Хабаровск), в 2016 году принимала участие в финальном турнире первого дивизиона, где её команда финишировала десятой. В 2018 году перешла в «Дончанку» (Новошахтинск), в её составе стала победительницей первого дивизиона 2019 года и серебряным призёром турнира в 2020 году.
С 2021 года играет за «Ростов», созданный на базе «Дончанки» и проводящий дебютный сезон в высшем дивизионе России. Участница первого официального матча команды в истории, 13 марта 2021 года против московского ЦСКА. На конец сезона 2023 вместе с Юлией Запотичной провела больше всего матчей за «Ростов» (70 в Чемпионате и 4 в Кубке за 3 сезона).